# Stockholm Open 1973
Lo Stockholm Open 1973 è stato un torneo di tennis giocato sul cemento indoor. È stata la 5ª edizione dello Stockholm Open, del Commercial Union Assurance Grand Prix 1973. Il torneo si è giocato al Kungliga tennishallen di Stoccolma in Svezia, dal 5 all'11 novembre 1973.

## Campioni

### Singolare
Tom Gorman ha battuto in finale  Björn Borg con il punteggio di 6–3, 4–6, 7–6

### Doppio
Jimmy Connors /  Ilie Năstase hanno battuto in finale  Bob Hewitt /  Frew McMillan con il punteggio di 7–6, 7–5